# Волноваха
Волноваха (на украински: Волноваха) е град в югоизточна Украйна, административен център на Волновахски район в Донецка област. Населението му е около 21 166 души (1 януари 2022).
Разположен е на 275 m надморска височина в Приазовските възвишения, на 51 km югозападно от град Донецк и на 55 km северно от Азовско море. Селището е основано през 1881 година като спирка по новостроящата се железопътна линия от Донецк към Кривой рог, а по-късно е свързано с железница и с азовското пристанище Мариупол.